# Herbert B. Callen
Herbert Bernard Callen (1 de julio de 1919-22 de marzo de 1993) fue un físico estadounidense, autor de los libros Termodinámica y una Introducción a termoestadística, la referencia más frecuente de la termodinámica citada en literatura de física. Durante la Segunda Guerra Mundial fue escogido para llevar a cabo los estudios teóricos de los principios para crear la bomba atómica.[cita requerida]

## Biografía
Nacido de Filadelfia, Herbert Callen recibió el título de la maestría en ciencias por la Universidad del Temple. Contrajo matrimonio en 1945, cuando la guerra y su trabajo para el Proyecto de Manhattan llegaba a su fin, y posteriormente obtuvo un doctorado en física en el Instituto Tecnológico de Massachusetts (MIT), recibiendo su título en 1947. Su director de tesis fue el físico László Tisza.
En 1948, Callen se incorporó al departamento de Física de la facultad de la Universidad de Pensilvania y recibió la medalla Elliott Cresson por el Instituto de Franklin, además de ser beneficiario de una Beca Guggenheim en el curso 1972/1973. Su distinguida carrera en física lo llevó a ingresar en la Academia Nacional de Ciencias de Estados Unidos en 1990.
Los especialistas consideran que su mayor contribución a la física en el origen y las pruebas del fluctuación-teorema de disipación, un resultado general que describe el cómo a la respuesta de un sistema a determinadas perturbaciones, se relaciona a su comportamiento en equilibrio, esto al igual que su obra clásica sobre la Termodinámica, de la que publicaron dos ediciones, traducidas a diversas lenguas, y que sigue siendo utilizado en cursos de Termodinámica alrededor del mundo.
Después de enfrentarse durante once años a la batalla contra la enfermedad del alzheimer, Herbert Callen murió en el suburbio de Filadelfia de Merion a la edad de 73 años. Él y su mujer, Sara Smith, tuvieron dos niños, Jed y Jill.